# Боев, Сергей Николаевич
Сергей Николаевич Боев (17 января 1905, Уральск, Оренбургская губерния, Российская империя — 12 июня 1987, Алма-Ата, Казахская ССР, СССР) — советский и казахский гельминтолог, доктор ветеринарных наук (1953), профессор (1954) академик АН Казахской ССР (1954—1987).

## Биография
Родился 17 января 1905 года в Уральске.
В 1927 году переехал на время учёбы в Саратов и поступил в Саратовский ветеринарный институт, который окончил в 1932 году. В 1932 году вернулся на свою родину в Казахскую ССР и до 1954 года заведовал лабораторией гельминтологии Казахского НИИВИ. С 1955 по 1956 год руководил ветеринарной секцией Казахского филиала ВАСХНИЛ. С 1956 года по момент смерти заведовал лабораторией гельминтологии Института зоологии.
Скончался 12 июня 1987 года в Алма-Ате, похоронен на Центральном кладбище Алма-Аты.

## Научные работы
Основные научные работы посвящены изучению гельминтофауны и гельминтозов домашних и диких жвачных животных Казахской ССР, в особенности лёгочных нематод и вызываемых ими заболеваний.
- Инициатор разработки проблемы природной очаговости гельминтозов (альвеококкоза и трихинеллёза).

## Награды
- Лауреат премии им. К. И. Скрябина (1980). Награждён орденом «Знак Почёта». Занесён в Золотую книгу почёта Казахстана.

## Сочинения
- Фенотиазин в ветеринарно-гельминтологической практике. — М., 1952 (соавт.).
- Лёгочные нематоды копытных животных Казахстана. — Алма-Ата: Изд-во АН Казахской ССР, 1957. — 177 с.
- Гельминты копытных животных Казахстана. — А.-А., 1962-63, т. 1—2 (соавт.).
- Трихинеллы и трихинеллез. — А.-А., 1978 (соавт.).